# Повернення «Броненосця»
«Повернення „Броненосця“» (рос. «Возвращение „Броненосца“») — російсько-білоруський художній фільм 1996 року, знятий режисером Геннадієм Полокою на кіностудії ім. М. Горького за однойменною повістю Олексія Каплера в рік 100-річчя кінематографа. Своєрідний спін-офф до фільму «А чи був Каротин?».
Телевізійна версія складається з 4-х 55-хвилинних серій. Дітям до 16 років перегляд фільму дозволений в супроводі батьків.

## Сюжет
Лихий кіннотник, що рубав «біляків» без пощади, німець Йоганн Францевич Герц, не шкодуючи себе, боровся за загальне щастя і в мирний час. Боровся з НЕПом, проституцією, з усім на світі, поки не побачив Клавдію … Він полюбив її з такою ж пристрастю, з якою любив Революцію. Проте їх щастю заважало багато чого: фіктивна дружина Герца, секретар Одеського окружкому, мішок смажених насіннячок і невідомий одеситам Ейзенштейн…

## У головних ролях
- Михайло Уржумцев — Йоганн Францевич Герц
- Олена Майорова — Віра Никодимівна (Вєрка)
- Людмила Потапова — Клавдія Микитівна Єгоричева
- Володимир Стержаков — Любимо Авдеевич Поліщук, секретар Посредрабіса
- Іван Бортник — Сировегін, секретар окружкома